# Olympische Sommerspiele 2004/Teilnehmer (Neuseeland)
| Gelbes Symbol für Goldmedaillen mit stilisierten Olympischen Ringen | Graues Symbol für Silbermedaillen mit stilisierten Olympischen Ringen | Braundes Symbol für Bronzemedaillen mit stilisierten Olympischen Ringen |
| ------------------------------------------------------------------- | --------------------------------------------------------------------- | ----------------------------------------------------------------------- |
| 3                                                                   | 2                                                                     | —                                                                       |

Neuseeland nahm an den Olympischen Sommerspielen 2004 in der griechischen Hauptstadt Athen mit einer Delegation von 148 Sportlern (81 Männer und 67 Frauen) teil.

## Medaillengewinner
Mit drei gewonnenen Gold- und zwei Silbermedaillen belegte das neuseeländische Team Platz 24 im Medaillenspiegel.

### Gold
| Name(n)                                          | Sportart  | Wettkampf                           |
| ------------------------------------------------ | --------- | ----------------------------------- |
| Sarah Ulmer                                      | Radsport  | Frauen, 3000 Meter Einzelverfolgung |
| Georgina Evers-Swindell, Caroline Evers-Swindell | Rudern    | Frauen, Doppelzweier                |
| Hamish Carter                                    | Triathlon | Olympische Distanz                  |

### Silber
| Name(n)        | Sportart  | Wettkampf               |
| -------------- | --------- | ----------------------- |
| Ben Fouhy      | Kanu      | Einer-Kajak, 1000 Meter |
| Bevan Docherty | Triathlon | Olympische Distanz      |

## Teilnehmer nach Sportarten

### Badminton
- Daniel Shirley
Mixed, Doppel: 9. Platz

- Sara Runesten-Petersen
Mixed, Doppel: 9. Platz

### Basketball
- Herrenteam
10. Platz

- Kader
Edward Book
Dillon Boucher
Craig Bradshaw
Pero Cameron
Mark Dickel
Paul Henare
Phil Jones
Sean Marks
Aaron Olson
Kirk Penney
Tony Rampton
Paul Winitana

- Frauenteam
8. Platz

- Kader
Megan Compain
Rebecca Cotton
Gina Farmer
Sally Farmer
Aneka Kerr
Donna Loffhagen
Angela Marino
Julie Ofsoski
Jody Tini
Tania Brunton
Leanne Walker
Kim Wielens

### Bogenschießen
- Kenneth Uprichard
Einzel: 40. Platz

### Boxen
- Soulan Pownceby
Halbschwergewicht: 17. Platz

### Fechten
- Jessica Eliza Beer
Frauen, Degen, Einzel: 33. Platz

### Hockey
- Herrenteam
6. Platz

- Kader
Simon Towns
Mitesh Patel
Dave Kosoof
Darren Smith
Wayne McIndoe
Dion Gosling
Blair Hopping
Dean Couzins
Umesh Parag
Bevan Hari
Paul Woolford
Kyle Pontifex
Phillip Burrows
Hayden Shaw
James Nation
Gareth Brooks

- Damenteam
6. Platz

- Kader
Kayla Sharland
Emily Naylor
Rachel Sutherland
Meredith Orr
Jaimee Provan-Claxton
Leisen Jobe
Lizzy Igasan
Stacey Carr
Lisa Walton
Suzie Pearce
Beth Jurgeleit
Helen Clarke
Diana Weavers
Niniwa Roberts
Rachel Robertson
Tara Drysdale

### Judo
- Rochelle Stormont
Halbleichtgewicht: in der 1. Runde ausgeschieden

### Kanu
- Steven Ferguson
Einer-Kajak, 500 Meter: Vorläufe
Zweier-Kajak, 1000 Meter: 8. Platz

- Ben Fouhy
Einer-Kajak, 1000 Meter: Silber 
Zweier-Kajak, 1000 Meter: 8. Platz

### Leichtathletik
- Jason Stewart
800 Meter: Vorläufe

- Nick Willis
1500 Meter: Halbfinale

- Michael Aish
5000 Meter: Vorläufe

- John Henwood
10.000 Meter: Rennen nicht beendet

- Jonathan Wyatt
Marathon: 21. Platz

- Dale Warrender
Marathon: 33. Platz

- Craig Barrett
50 Kilometer Gehen: 29. Platz

- Stuart Farquhar
Speerwerfen: 25. Platz in der Qualifikation

- Kimberley Smith
Frauen, 5000 Meter: Vorläufe

- Liza Hunter-Galvan
Frauen, Marathon: 51. Platz

- Melina Hamilton
Frauen, Stabhochsprung: 24. Platz in der Qualifikation

- Valerie Adams-Vili
Frauen, Kugelstoßen: 8. Platz

- Beatrice Faumuina
Frauen, Diskuswerfen: 7. Platz

### Radsport
- Julian Dean
Straßenrennen, Einzel: 15. Platz

- Jeremy Yates
Straßenrennen, Einzel: Rennen nicht beendet

- Heath Blackgrove
Straßenrennen, Einzel: Rennen nicht beendet
Einzelzeitfahren: 33. Platz

- Robin Reid
Straßenrennen, Einzel: Rennen nicht beendet

- Hayden Godfrey
4000 Meter Mannschaftsverfolgung: 10. Platz

- Peter Latham
4000 Meter Mannschaftsverfolgung: 10. Platz

- Matthew Randall
4000 Meter Mannschaftsverfolgung: 10. Platz

- Marc Ryan
4000 Meter Mannschaftsverfolgung: 10. Platz

- Greg Henderson
Punkterennen: 4. Platz
Madison: 7. Platz

- Hayden Roulston
Madison: 7. Platz

- Kashi Leuchs
Mountainbike, Cross-Country: 28. Platz

- Joanne Kiesanowski
Frauen, Straßenrennen, Einzel: 17. Platz

- Michelle Hyland
Frauen, Straßenrennen, Einzel: 50. Platz

- Melissa Holt
Frauen, Straßenrennen, Einzel: Rennen nicht beendet

- Sarah Ulmer
Frauen, 3000 Meter Einzelverfolgung: Gold 
Frauen, Punkterennen: 6. Platz

- Robyn Wong
Frauen, Mountainbike, Cross-Country: 16. Platz

### Reiten
- Louisa Hill
Dressur, Einzel: 49. Platz

- Daniel Meech
Springreiten, Einzel: 12. Platz
Springreiten, Mannschaft: 10. Platz

- Grant Cashmore
Springreiten, Einzel: Finale
Springreiten, Mannschaft: 10. Platz

- Guy Thomas
Springreiten, Einzel: 56. Platz
Springreiten, Mannschaft: 10. Platz

- Bruce Goodin
Springreiten, Einzel: ausgeschieden
Springreiten, Mannschaft: 10. Platz

- Heelan Tompkins
Vielseitigkeit, Einzel: 7. Platz
Vielseitigkeit, Mannschaft: 5. Platz

- Matthew Grayling
Vielseitigkeit, Einzel: 15. Platz
Vielseitigkeit, Mannschaft: 5. Platz

- Blyth Tait
Vielseitigkeit, Einzel: 18. Platz
Vielseitigkeit, Mannschaft: 5. Platz

- Daniel Jocelyn
Vielseitigkeit, Mannschaft: 5. Platz
Vielseitigkeit, Einzel: ausgeschieden

- Andrew Nicholson
Vielseitigkeit, Einzel: ausgeschieden
Vielseitigkeit, Mannschaft: 5. Platz

### Rudern
- Nathan Twaddle
Zweier ohne Steuermann: 4. Platz

- George Bridgewater
Zweier ohne Steuermann: 4. Platz

- Donald Leach
Vierer ohne Steuermann: 5. Platz

- Mahé Drysdale
Vierer ohne Steuermann: 5. Platz

- Carl Meyer
Vierer ohne Steuermann: 5. Platz

- Eric Murray
Vierer ohne Steuermann: 5. Platz

- Sonia Waddell
Frauen, Einer: 5. Platz

- Georgina Evers-Swindell
Frauen, Doppelzweier: Gold

- Caroline Evers-Swindell
Frauen, Doppelzweier: Gold

- Juliette Haigh
Zweier ohne Steuerfrau: 6. Platz

- Nicola Coles
Zweier ohne Steuerfrau: 6. Platz

### Schießen
- Ryan Taylor
Kleinkaliber, liegend: 36. Platz

- Nadine Stanton
Frauen, Doppel-Trap: 6. Platz

### Schwimmen
- Cam Gibson
100 Meter Freistil: 43. Platz
100 Meter Rücken: 22. Platz
200 Meter Rücken: 20. Platz
4 × 100 Meter Lagen: 12. Platz

- Moss Burmester
400 Meter Freistil: 28. Platz
1500 Meter Freistil: 28. Platz
200 Meter Schmetterling: 12. Platz

- Ben Labowitch
100 Meter Brust: 36. Platz
200 Meter Brust: 39. Platz
4 × 100 Meter Lagen: 12. Platz

- Corney Swanepoel
100 Meter Schmetterling: 14. Platz
4 × 100 Meter Lagen: 12. Platz

- Dean Kent
200 Meter Lagen: 14. Platz
400 Meter Lagen: 13. Platz

- Scott Talbot
4 × 100 Meter Lagen: 12. Platz

- Alison Fitch
Frauen, 50 Meter Freistil: 34. Platz
Frauen, 100 Meter Freistil: 21. Platz
Frauen, 200 Meter Freistil: 29. Platz
Frauen, 4 × 100 Meter Freistil: 13. Platz
Frauen, 4 × 100 Meter Lagen: 13. Platz

- Rebecca Linton
Frauen, 400 Meter Freistil: 31. Platz
Frauen, 800 Meter Freistil: 24. Platz
Frauen, 4 × 100 Meter Freistil: 13. Platz

- Nathalie Bernard
Frauen, 4 × 100 Meter Freistil: 13. Platz

- Helen Norfolk
Frauen, 4 × 100 Meter Freistil: 13. Platz
Frauen, 200 Meter Lagen: 16. Platz
Frauen, 400 Meter Lagen: 9. Platz

- Hannah McLean
Frauen, 100 Meter Rücken: 22. Platz
Frauen, 200 Meter Rücken: 10. Platz
Frauen, 4 × 100 Meter Lagen: 13. Platz

- Annabelle Carey
Frauen, 100 Meter Brust: 35. Platz
Frauen, 4 × 100 Meter Lagen: 13. Platz

- Elizabeth Coster
Frauen, 100 Meter Schmetterling: 23. Platz
Frauen, 4 × 100 Meter Lagen: 13. Platz

### Segeln
- Tom Ashley
Windsurfen: 10. Platz

- Dean Barker
Finn-Dinghy: 13. Platz

- Andrew Brown
470er: 26. Platz

- Jamie Hunt
470er: 26. Platz

- Hamish Pepper
Laser: 7. Platz

- Barbara Kendall
Frauen, Windsurfen: 5. Platz

- Sarah Macky
Frauen, Europe: 8. Platz

- Shelley Hesson
Frauen, 470er: 16. Platz

- Linda Dickson
Frauen, 470er: 16. Platz

- Sharon Ferris
Frauen, Yngling: 7. Platz

- Joanna White
Frauen, Yngling: 7. Platz

- Kylie Jameson
Frauen, Yngling: 7. Platz

### Taekwondo
- Verina Wihongi
Klasse bis 67 Kilogramm: 7. Platz

### Tischtennis
- Li Chunli
Frauen, Einzel: 17. Platz
Frauen, Doppel: 9. Platz

- Li Karen
Frauen, Doppel: 9. Platz

### Triathlon
- Hamish Carter
Olympische Distanz: Gold

- Bevan Docherty
Olympische Distanz: Silber

- Nathan Richmond
Olympische Distanz: 33. Platz

- Samantha Warriner
Frauen, Olympische Distanz: 18. Platz